# Pachnodoides
Pachnodoides is een geslacht van kevers uit de familie bladsprietkevers (Scarabaeidae). Het geslacht werd voor het eerst wetenschappelijk beschreven in 2002 door Alexis en Delpont.

## Soorten
- Pachnodoides murphyi Alexis & Delpont, 2002